# Ehrwalder Sonnenspitze
L'Ehrwalder Sonnenspitze est une montagne qui s’élève à 2 417 m d’altitude dans le Wetterstein, en Autriche.